# 유럽의 날

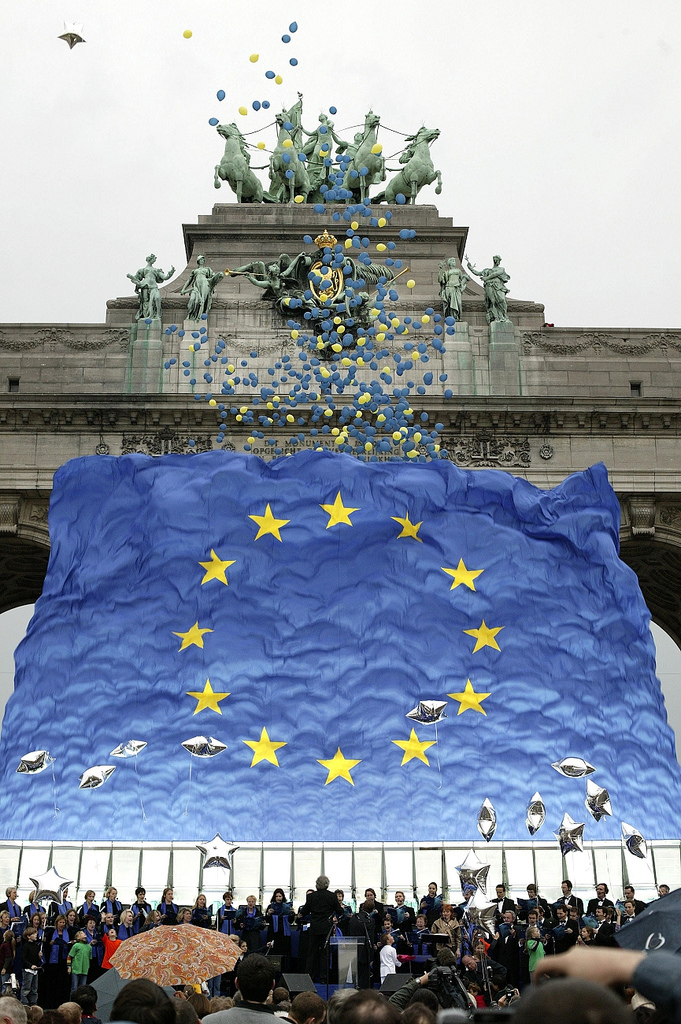
브뤼셀에서 있었던 유럽의 날 기념 행사

유럽의 날은 유럽 위원회가 1964년 이후로 1949년 5월 5일을 기념하기 위해 제정한 행사이다.
지금의 유럽 연합은 1985년 밀라노 총회에서 5월 9일을 유럽의 날로 정하기로 했다. 유럽의 날을 제정하기 위해 로베르 쉬망이 이를 제안했으며 평화적인 유럽 대륙의 관계를 그 목적으로 삼게 됐다. 그의 제안은 오늘날 쉬망 선언이라 불리며 많은 사람들은 유럽 연합의 시초가 여기서 비롯했다고 보기도 한다.
5월 9일이 지정된 날이긴 하지만 수많은 유럽 사람들은 여전히 5월 5일을 유럽의 날로서 선호한다. 유럽 위원회가 인권과 민주주의, 법치주의를 강조하기 시작했지만 슈만의 선언은 단순히 프랑스와 독일의 영향력에 치중해 있으며 더욱이 석탄, 철강 산업에 중점을 둔 듯한 인상을 주기도 하기 때문이다.
더욱이 우연찮게도 구소비에트 연방 권역의 국가에서는 제2차 세계 대전 후 5월 9일을 승리의 날로 기념하고 있는 이유도 작용하고 있다.

## 같이 보기
- 승리의 날 (5월 9일)
- 유엔의 날
- 아프리카의 날